# Never Say Never – The Remixes
Never Say Never – The Remixes je drugi remix album Justina Biebera objavljen 14. veljače 2011. godine u izdanju Island Recordsa za promociju njegovog filma Never Say Never. Na albumu su remixi nekoliko pjesama s njegova prvog albuma My World 2.0 u kojima se pojavljuju Jaden Smith, Rascal Flatts, Usher, Chris Brown, Kanye West, Raekwon, i Miley Cyrus. Glavni singl s albuma je duet s Jadenom Smithom Never Say Never, izdat 25. siječnja 2011.

## Pozadina
Krajem prosinca 2010.,Bieber je rekao da bi volio surađivati s američkim country bendom Rascal Flatts, vjerojatno za njegov drugi studijski album. U jednom intervju, glavni pjevač tog benda Gary LeVox rekao je: "Justin nas je pitao da snimimo duet s njim za njegov sljedeći album. Stvarno je dobra naša zajednička pjesma! On je stvarno talentiran.".Bieber je također potvrdio neke duete u nastajanju na Twitteru. Također u razgovoru na toj društvenoj mreži,američki R&B pjevač Chris Brown i Bieber su otkrili da rade zajedno na novoj glazbi.
Početkom siječnja 2011., govorilo se da Bieber namjerava izdati album za promociju njegovog 3D filma Never Say Never. Bieberov manager 6. siječnja 2011 Scooter Braun je održao čavrljanje s fanovima i tada je rekao da će Bieberova nova izvedba izaći oko Dana zaljubljenih. Nakon što je osvojila Zlatni Globus za pjesmu "You Haven't Seen the Last of Me" iz filma Burlesque tekstopisačica Diane Warren potvrdila je da je završila s pisanjem pjesme "Born to Be Somebody" za Bieberov album. Također, pjevačica-tekstopisačica Ester Dean je potvrdila da radi na projektu za Bieberov film.
31. siječnja 2011. ,objavljeno je da će se album objaviti za promociju filma,i da će taj album biti objavljen na Dan zaljubljenih, odnosno 14. veljače. Na albumu je dodana nova verzija pjesme Never Say Never, te remix dueta s njegovim mentorom Usherom "Somebody to Love",zatim remix Bieberove pjesme "Runaway Love",producirane od Kanye Westa,a on se i pojavljuje u pjesmi. Tu su i remixi pjesama s Rascal Flatts ("That Should Be Me") te "Up" s Chrisom Brownom. Verzija pjesme "Overboard" s pop-pjevačicom Miley Cyrus koja je izvedena uživo također je na albumu. Jedina neobjavljena pjesma je "Born to Be Somebody".

## Uspjeh albuma
Album je u prvom tjednu prodan u 165,000 kopija, te je zasjeo na prvo mjesto Billboard 200 liste albuma. To je Bieberov drugi br. 1 album na listi,nakon što je njegov prvi studijski album My World 2.0 debitovao na prvom mjestu u ožujku 2010. "Never Say Never – The Remixes" je Bieberov četvrti uzastopni top 10 izdanje na listi-njegov EP My World je dostigao petu poziciju, My World 2.0 prvu i My Worlds Acoustic je dostigao sedmu poziciju. Sva četiri albuma su se pojavila u tjednom top 40 na Billboard 200 listi albuma, što čini Biebera prvim izvođačom još od 1993. koji ima četiri albuma u top 40.

## Popis pjesama
1. "Never Say Never" (ft. Jaden Smith) 3:49
2. "That Should Be Me (Remix)" (ft. Rascal Flatts) 3:51
3. "Somebody to Love (Remix)" (ft. Usher)  3:43
4. "Up (Remix)" (ft. Chris Brown) 3:56
5. "Overboard" (Live ft. Miley Cyrus) 5:08
6. "Runaway Love (Kanye West Remix)" (ft. Kanye West and Raekwon) 4:47
7. "Born to Be Somebody"  3:08

## Pozicije na glazbenim listama
| Liste (2011)            | Najviša pozicija |
| ----------------------- | ---------------- |
| Meksička lista albuma   | 12               |
| Njemačka lista albuma   | 93               |
| Lista albuma u Škotskoj | 20               |
| UK lista albuma         | 17               |
| U.S. Billboard 200      | 1                |